# ألون فرنسيس
ألون فرنسيس (بالإنجليزية: Alun Francis)‏ هو موزع بريطاني، ولد في 1943 في Kidderminster ‏ في المملكة المتحدة.

## وصلات خارجية
- الموقع الرسمي
- ألون فرنسيس على موقع ميوزك برينز (الإنجليزية)
- ألون فرنسيس على موقع أول ميوزيك (الإنجليزية)
- ألون فرنسيس على موقع ديسكوغز (الإنجليزية)